# Гай Фабий Агриппин
Гай Фа́бий Агриппи́н (лат. Gaius Fabius Agrippinus; умер после 148 года) — древнеримский государственный деятель из патрицианского рода Фабиев, консул-суффект 148 года.

## Биография
Возможно, Гай Фабий Агриппин происходил из портового города Остия. В 148 году он занимал должность легата-пропретора Фракии и консула-суффекта совместно с Марком Аврелием Зеноном. Благодаря одной обнаруженной надписи известно, что у Фабия была дочь и, по всей видимости, сын, поскольку существует упоминание о наместники Келесирии Гае Фабии Агриппине, убитом по приказу Гелиогабала в 218 или 219 году.